# ولاية زنلداق
وِلَايَةُ زُنُلْدَاق (بالتركية: Zonguldak ili) ولاية تركية على البحر الأسود وعاصمتها زنلداق.
تبلغ مساحتها 3,470 كم2 ويبلغ عدد سكانها 615,599 نسمة كما يبلغ معدل الكثافة السكانية 177/كم2 تقع في شمال تركيا على ساحل البحر الأسود.